# Bulelani Ngcuka
Bulelani Thandabantu Ngcuka (né le 2 mai 1954) est un avocat et un homme politique sud-africain, membre du congrès national africain, sénateur puis membre du conseil national des provinces de 1994 à 1998. Il est procureur général d'Afrique du Sud et chef du parquet sud-africain (NPA, National Prosecuting Authority) de 1998 à 2004. A ce titre, il a mené les charges pour corruption contre Jacob Zuma mais ne l'a jamais inculpé. 
Il est l'époux de l'ancienne vice-présidente sud-africaine Phumzile Mlambo-Ngcuka. 

## Formation
Bulelani Ngcuka est né à Middledrift au Cap-Oriental et fait ses études dans l'ancien Bantoustan du Transkei. Diplômé en droit de l'université de Fort Hare en 1977, il travaille pour le cabinet d'avocats de Griffiths Mxenge, situé à Durban. En 1981, il passe huit mois en isolement cellulaire puis est emprisonné pendant trois ans pour avoir refusé de témoigner lors du procès de plusieurs militants anti-apartheid dont Patrick Maqubela, un avocat du cabinet de Griffiths Mxenge, militant anti-apartheid engagé au congrès national africain et accusé de haute trahison. En prison, Ngcuka termine par correspondance ses études de droit et sort diplômé de l'université d'Afrique du Sud (Unisa).

## Carrière juridique et politique
Libéré en 1985, Ngcuka part en Suisse où il travaille pendant 2 ans à Genève pour la branche de l'égalité des droits de l'homme de l'Organisation internationale du travail.  
À son retour en Afrique du Sud, Ngcuka rejoint le cabinet d'avocats N.J Yekiso & Associates au Cap puis fonde en 1989 son propre cabinet, Partner Ngcuka & Martana Law Firm. Il  s'implique de plus en plus dans la vie politique d'Afrique du Sud. Membre depuis 1987 du Front démocratique uni du Cap occidental (duquel il deviendra le président), il est de nouveau détenu brièvement pour avoir organisé, en 1988, l'anniversaire de Nelson Mandela, alors emprisonné à la prison de Pollsmoor. Quand commence les grandes négociations constitutionnelles entre le gouvernement de Klerk, l'ANC et les autres forces politiques du pays, il devient membre de la délégation de l'ANC à la CODESA. Il participe également aux négociations de Kempton Park (1992-1993). 
De 1990 à 1994, il travaille également comme chercheur au centre juridique communautaire de l'université du Cap-Occidental.
En 1994, il est élu sénateur puis en 1997, vice-président du conseil national des provinces (chambre qui a succédé au Sénat).

## Chef du nouveau parquet sud-africain
Le 16 juillet 1998, Ngcuka devient le premier directeur national chargé des poursuites pénales, chef du parquet national. Les partis d'opposition sont alors opposés à cette nomination au motif que Ngcuka est membre du Congrès national africain (ANC) et qu'il ne peut garantir l'indépendance de cette institution judiciaire. Cependant, il acquiert sa légitimité en lançant des poursuites pénales pour corruption à l'encontre de personnalités populaires de l'ANC comme Tony Yengeni et surtout en dirigeant les poursuites pour corruption, racket et fraude contre Jacob Zuma. Ce dernier, alors vice-président d'Afrique du Sud, est accusé d’avoir notamment reçu plus de 300 000 euros, entre 1995 et 2005, de la part de l’homme d’affaires et conseiller financier Schabir Shaik, afin d'obtenir son appui pour obtenir des contrats publics avec plusieurs industriels européens dont le français Thomson-CSF (devenu Thales), le suédois Saab et le britannique BAE Systems. Bien que mis en cause et malgré les fortes présomptions, Zuma n'est cependant pas inculpé par Ngcuka et en 2005, seul Schabir Shaik est condamné (à 15 ans de prisons). 
Toutefois, dans le contexte de cette affaire, Ngcuka est victime en 2002 d'une tentative de déstabilisation menée par le clan Zuma via notamment une journaliste Ranjeni Munusamy qui avait recelé et diffusé dans la presse de fausses informations de proches de Zuma (comme l'ancien ministre Mac Maharaj) afin de discréditer le procureur général, en prétendant qu'il avait espionné pour le compte des anciens gouvernements blancs d'Afrique du Sud,. La commission d'enquête indépendante présidée par le juge Joos Hefer estima fallacieuse ces accusations,. 
En juillet 2004, Ngcuka démissionne soudainement de ses fonctions de procureur général, alimentant les spéculations sur les circonstances de son départ.
En 2009, la révélation de la teneur de conversations téléphoniques entre Ngcuka (alors ex-procureur), le chef de l’unité chargée de l’enquête contre Zuma, et des proches de Thabo Mbeki amène le parquet à décider d'abandonner les poursuites contre Zuma pour vices de forme, ces conversations laissant supposer l'existence d'une coordination politique visant à relancer les poursuites contre Zuma et le discréditer la veille d'une importante confrontation électorale entre le Président Mbeki et son vice-président. En 2016, cet abandon des charges pour vice de formes est finalement cassé par la Haute Cour de Pretoria .
En 2019, lors de la reprise de l'instruction contre Zuma dans l'affaire Thomson CSF, Ngcuka révèle qu'il disposait bien des éléments de preuve pour engager des poursuites pénales contre Jacob Zuma mais qu'il y avait renoncé afin d'éviter des violences et des accusations d'interférences judiciaires dans la vie politique du pays qui auraient minés la confiance du public dans le parquet.

## Vie personnelle
Durant l'époque où il vivait en Suisse, il s'est marié à Genève avec Phumzile Mlambo-Ngcuka qui sera plus tard vice-présidente d'Afrique du Sud sous le mandat de Thabo Mbeki. Ils ont un fils et 4 autres enfants qu'ils ont adoptés.